# Jerzy Kroh
Jerzy Kroh (* 28. August 1924 in Warschau; † 15. Februar 2016) war ein polnischer Chemiker und Begründer der Schule für Strahlenchemie an der  Technischen Universität Łódź.
Kroh begann 1942 sein Studium (zunächst der Mathematik) an der Untergrunduniversität in Warschau und setzte es an der Technischen Universität Łódź fort, an der er 1947 sein Ingenieursdiplom erhielt und 1950 promoviert wurde. 1958 habilitierte er sich (Doktortitel im damaligen an Russland angelehntem System). Thema seiner Forschung war damals die Chemolumineszenz. Er war zu einem Auslandsaufenthalt in Kanada und Leeds, wo er sich der Strahlenchemie zuwandte. 1961 kehrte er zurück nach Łódź. Er wurde Professor, war 1962 bis 1966 Dekan der Chemiefakultät und war  1981 bis 1987 Rektor der Technischen Universität Łódź.  1962  war er Gründungsdirektor des polnischen Instituts für Strahlenchemie, dem er bis 1994 vorstand.
Neben Strahlenchemie befasste er sich mit Mechanismus und Kinetik elektronischer Prozesse in glasähnlichen komplexen Systemen (organischen und anorganischen), unter anderem Tunneln von Elektronen und deren Bewegungsbeschränkung (in Ionenflüssigkeiten, bestrahlten eingefrorenen Gelen u. a.).
Er erhielt das Ritterkreuz und war Kommandeur des Ordens Polonia Restituta, den japanischen Orden der Aufgehenden Sonne 2. Klasse (Silber- und Goldstern) und ist Ehrendoktor der Universitäten Leeds, Strathclyde, Pavia und der TU Łódź.
Er war Mitglied der Polnischen Akademie der Wissenschaften (Korrespondierendes Mitglied ab 1976, volles Mitglied ab 1986) und der Royal Society of Edinburgh. 1996 bis 1998 war in Łódź Vizepräsident für Bildung.